# Главы Калуги
Список глав города Калуга XVIII—XXI веков.

## Российская империя
1. С 1777 г. Фалеев Василий Григорьевич.
2. 1780 г. Макаров Антон Афанасьевич.
3. 1783 г. Чернов Иван Андреевич.
4. 1786 г. Торубаев Иван Викулович Большой.
5. 1789 г. Борисов Иван Иванович.
6. 1792 г. Чуриков Иван Игнатьевич.
7. 1795 г. Билибин Иван Харитонович Большой.
8. 1798 г. Чуриков Иван Игнатьевич.
9. 1801 г. Борисов Иван Иванович.
10. 1804 г. Билибин Иван Харитонович Большой.
11. 1807 г. Чернов Макар Иванович.
12. 1810 г. Торубаев Иван Викулович Большой.
13. 1812-1813 гг. По случаю военных действий выборов не проводилось.
14. 1814 г. Золотарев Пётр Максимович.
15. 1816 г. Золотарев Пётр Максимович.
16. 1818 г. Билибин Иван Харитонович Меньшой.
17. 1821 г. Прянишников Александр Ларионович.
18. 1824 г. Билибин Иван Галактионович.
19. 1827 г. Зюзин Иван Иванович.
20. 1830 г. Билибин Яков Иванович с 16 по 26 мая. Коммерции советник.
21. 1831 г. Елисеев Петр Алексеевич, по смерти его- Илья Иванович Антипин. (1831-1833 гг.)
22. 1833 г. Зюзин Иван Иванович.
23. 1836 г. Даньшин Николай Герасимовнч.
24. 1839 г. Билибин Осип Иванович.
25. 1842 г. Даньшин Николай Герасимович, а через 5 месяцев кандидат его — Антипин Иван Ильич.
26. 1845 г. Богданов Корней Миронович и кандидат его — Дехтерев Владимир Иванович.
27. 1848 г. Золотарев Яков Иванович и кандидат его — Подкованцев Александр Дмитриевич.
28. 1851 г. Михаил Митрофанович Кожевников.
29. 1854 г. Новиков Александр Андреевич и кандидат его — Билибин Павел Иванович
30. 1857 г. Фалеев Михаил Козьмич.
31. 1860 г. Золотарев Яков Иванович.
32. 1863 г. Кожевников Михаил Митрофанович.
33. 1866 г. Мешков Николай Александрович.
34. 1869 г. Свечников Василий Сергеевич (по 07.1870 г.).
35. 1870 г. Лядов исполнял должность городского головы.
36. 1871 г. Кожевников Афанасий Андреевич.
37. 1879 г. Свечников Василий Сергеевич и кандидат его Попов (27.08.1879 г. — 4.04.1885 г.).
38. 1885 г. Ципулин Иван Козьмич с 25 июня, Потомственный Почетный гражданин (40 голосов «за», 27 «против» в городской Думе).
39. 1901 г. Савинов Михаил Семенович заступал место городского Головы (с 29.04 по 1.09.1901 г.).
40. 1901 г. Блистанов Сергей Николаевич, Личный Почетный гражданин.
41. 1906 г. Архангельский Валерьян Васильевич, титулярный советник, жалованный дворянин (с 28.01.1906 г.).
42. 1909 г. Разумовский Григорий Александрович, потомственный дворянин из помещиков Медынского уезда (с 27.05.1909 г. по 19.03.1917 г.).
43. 1917 г. Фосс Николай Христианович (с 16.04 по 15.11.1917 г.), обрусевший немец, член ВКП(б), возглавил Калужский совет
44. 1917 г. (с 30.11). Белоусов, городской комиссар.
45. 1918 — 1919 гг. Витолин Петр Янович, латыш, председатель Калужского Совнаркома, губисполкома и губкома РКП(б). Расстрелян в 1937 г. [1]

## Первые секретари горкома
1. Комиссаров, Иван Савельевич 1938 — 1939
2. Поташев - до 21.01.1939
3. Перевезенцев, Алексей Петрович 21.01.1939 — 1941
4. Попов, Илья Георгиевич с 25 декабря 1944 год
5. Хубаев, Геннадий Александрович 1950 — 1954
6. Павлов, Валентин Васильевич (партийный деятель) 1954 - ?
7. Житков, Владимир Васильевич 1965? - 1972
8. Чичкин, Борис Степанович 1972 — 1984
9. Сударенков, Валерий Васильевич май 1984 — декабрь 1986
10. Горчаков, Вячеслав Михайлович (политик) декабрь 1986  — ?

## Председатели горисполкома
1. Алмазов, Николай Георгиевич июль 1918 — декабрь 1919
2. Самсонов, Алексей Кириллович август 1920 - 1922
3. Головкин, Иван Васильевич июль 1923 - 1925
4. Клюквин, Иван Фёдорович ноябрь 1925 - апрель 1927
5. Кузнецов, Георгий Иванович   май 1927 - 1928
6. Русанов                          - по ноябрь  1928
7. Абаршалин, Михаил Прокофьевич декабрь 1928 - январь 1930
8. Евсеев, Исаак Алексеевич  апрель-август 1930
9. Хотьян, Клавдия Николаевна август - 22 сентября 1930
10. Давыдов, Василий Гаврилович  сентябрь 1930  - декабрь 1931
11. Емельянов М. Т.   декабрь 1931 - ноябрь 1932
12. Осипов, Василий Михайлович декабрь 1932 - февраль 1934
13. Бокарев, Николай Петрович  ноябрь 1935 - май 1937
14. Иванов, Иван Григорьевич.
15. Маслов И. В.  1935
16. Данилов 1935 после Маслова
17. Гирусов, Леонид Васильевич – 1937
18. Корнев, Михаил Семёнович – май 1937 – декабрь 1937
19. Перевезенцев, Алексей Петрович 1937 — 1939
20. Ополченцев, Дмитрий Степанович январь 1938 – сентябрь 1940
21. Тимарёв, Александр Данилович ноябрь 1940 — январь 1943
22. Кругликов, Павел Иванович февраль 1943- июль 1944
23. Карнюшина, Елена Капитоновна июль 1944 — сентябрь 1945
24. Пышкин, Владимир Фёдорович    1947-1948
25. Супрун, Георгий Александрович 1948 — 1951
26. Хубаев Геннадий Александрович. 1948 — 1950
27. Холодков, Николай Дмитриевич 1952 — 1959
28. Данилов, Георгий Михайлович 1959 — 1964
29. Чиликин, Геннадий Никитович 1964 — 1974
30. Петровский, Вячеслав Николаевич 1974 - 1983
31. Астахов, Михаил Николаевич 1983 — 1986
32. Решитько, Валерий Фёдорович. ? — ?

## После 1991 года
1. Черников, Виталий Алексеевич с 1991 по 1994 год
2. Минаков, Анатолий Иванович с 1994 по 1996 годы
3. Белобровский, Валерий Григорьевич с 1997 по 2001 год
4. Иванов, Валерий Владимирович с 2001 по 2004 год
5. Акимов, Максим Алексеевич с 2004 по 2007 год
6. Любимов, Николай Викторович с 2007 по 2010 год
7. Полежаев, Николай Васильевич с 2010 по 2013 год
8. Баранов, Константин Викторович с 2013 по 2015 год
9. Горобцов, Константин Михайлович с 2015 по 2018 год
10. Разумовский, Дмитрий Олегович с 2018 по 2019 год
11. Денисов, Дмитрий Александрович с 23 декабря 2019 г.